# غريس مون
غريس مون (بالإنجليزية: Grace Moon)‏ (5 فبراير 1884 - 1947)؛ كاتِبة مُتخصِّصة في أدب الأطفال وروائية أمريكية.